# 윤영일
윤영일(尹英壹, 1957년 11월 4일~)은 대한민국의 공무원 출신 정치인이며, 제20대 국회의원이다.
제23회 행정고시 합격 후 공직생활을 시작하였으며, 대한민국 감사원에서 국장, 감사교육원장 등을 역임하였다. 2016년 총선에서 국민의당 후보로 공천을 받아 전라남도 해남군·완도군·진도군 선거구에 출마해 당선되었다.

## 학력
- 성균관대학교 법정대학 학사
- 서울대학교 대학원 행정학 석사
- 시라큐스대학교 대학원 행정학 석사
- 성균관대학교 행정학 박사

## 경력
- 1979 제23회 행정고시 합격
- UN 감사실(OIOS) 감사관
- 대한민국 감사원
- 대한민국 감사원 사회문화감사국장
- 대한민국 감사원 재정경제감사국장
- 대한민국 감사원 감사교육원장
- 기업은행 감사
- 서울 사회복지공동모금회(사랑의 열매) 부회장
- 한국감사협회 부회장
- 성균관대학교 국정관리대학원 초빙교수
- 한국외국어대학교 행정학과 초빙교수
- 국민의당 정책위원회 부의장
- 국민의당 농어촌대책특별위원장
- 2016. 5.~2020. 5. 제20대 국회의원(해남군·완도군·진도군, 국민의당→민주평화당→민생당)
  - 2016. 6.~2018. 2. 제20대 국회 전반기 국토교통위원회 간사
  - 2016. 7.~2017. 5. 제20대 국회 전반기 예산결산특별위원회 위원
  - 2018. 2.~2018. 4. 제20대 국회 전반기 국토교통위원회 위원
  - 2018. 4.~2018. 5. 제20대 국회 전반기 국토교통위원회 간사
  - 2018. 7.~2020. 5. 제20대 국회 후반기 국토교통위원회 간사
- 2016. 5.~2018. 1. 국민의당 제4정책조정위원장
- 2017. 1.~2017. 5. 국민의당 원내부대표 (기획)
- 2017. 3.~2017. 5. 제19대 대통령선거 국민의당 안철수후보 국민캠프 국민정책본부장
- 2018. 2.~2018. 8. 민주평화당 최고위원
- 2018. 2.~2019. 5. 민주평화당 원내부대표 (정책)
- 2018. 9.~2019. 8. 민주평화당 정책위원회 의장
- 민주평화당 전남도당위원장
- 2019. 8.~2020. 1. 변화와 희망의 대안정치연대 정책추진단장
- 2020. 1.~2020. 2. 대안신당 정책위원회 의장
- 민생당 전라남도당 공동위원장
- 공공정책전략연구소 선임고문
- 2021. 12.~2022. 3. 국민의힘 살리는 선거대책위원회 전남 선거대책위원회 선거대책위원장단 총괄선거대책위원장
- 2021. 12.~2022. 1. 국민의힘 새시대준비위원회 상임고문
- 2022. 1.~2022. 3. 국민의힘 제20대 대통령선거 선거대책본부 윤석열 대통령 후보 직속 위원회 정권교체 동행 위원회 상임고문
- 2023. 7. 국민의힘 국민통합위원회 지역통합분과위원회 위원
- 고려대학교 겸임교수

## 수상 경력
- 1992년 - 대통령 표창
- 2004년 - 제7회 공무원문예대전 저술부문 국무총리상
- 2011년 - 근정포장
- 2016년 - 지방자치TV 대한민국 의정대상
- 2016년 - 한국공공정책학회 공공정책대상
- 2016년 - 한국지역신문협회 풀뿌리 의정대상
- 2016년 - 한국농식품포럼 대한민국 국회의원 의정대상
- 2017년 - 코리아 베스트 의정대상
- 2017년 - 법률소비자연맹 국회의원 헌정대상
- 2017년 - JJC지방자치TV 대한민국 의정대상
- 2017년 - 2017 대한민국 탑리더스 대상
- 2017년 - 대한민국 모범국회의원 대상
- 2017년 - 환경안전포커스 환경안전실천대상
- 2017년 - 한국반부패정책학회 대한민국 반부패 청렴대상
- 2017년 - M이코노미뉴스 선정 우수 국회의원상
- 2017년 - 국민의당 국정감사 우수의원상
- 2017년 - JJC지방자치TV 대한민국 국정감사 우수의원상
- 2018년 - 대한민국 지식경영대상 국토교통정책 부문 최우수상
- 2018년 - 우수 국회의원연구단체 시상
- 2018년 - 2018 대한민국 탑리더스 대상
- 2018년 - 자랑스런 대한민국대상 입법의정부문
- 2018년 - 국회의원 아름다운 말 선플상
- 2018년 - 대한민국 국겅감사 우수의원상
- 2018년 - 2018 대한민국 소비자평가 우수대상
- 2018년 - 2018 대한민국 의정대상
- 2019년 - 대한민국 칭찬대상
- 2019년 - 2019 대한민국을 빛낸 의정 & 인물 대상
- 2019년 - 2019 자랑스러운 인물대상
- 2019년 - 2019 우수 국회의원 의정대상
- 2019년 - WFPL 국회의정평가 대상 특별상
- 2019년 - 2019 서울평화문화대상 의정분야 대상
- 2019년 - 2019 공공정책대상 입법분야 대상

## 저서
- 『공공 감사제도론』 (한사랑, 2013)
- 『생각과 말과 행동의 방정식』 (행복에너지, 2015)
- 『뇌행복과 몸행복의 비밀』 (좋은땅, 2025)

## 역대 선거 결과
|  | 54.38% |

|  | 30.90% |

## 소속 정당
| 소속 정당 | 소속 정당  | 소속 기간 | 비고           |
| --------- | ---------- | --------- | -------------- |
|           | 국민의당   | 2016~2018 | 창당 정계 입문 |
|           | 무소속     | 2018      | 탈당           |
|           | 민주평화당 | 2018~2019 | 창당           |
|           | 무소속     | 2019~2020 | 탈당           |
|           | 대안신당   | 2020      | 창당           |
|           | 민생당     | 2020~2021 | 합당           |
|           | 무소속     | 2021      | 탈당           |
|           | 국민의힘   | 2021~현재 | 입당           |

## 같이 보기
- 해남군·완도군·진도군
- 해남군의 국회의원
- 완도군의 국회의원
- 진도군의 국회의원